# Liste der Herrscher Marokkos
Die folgende Auflistung gibt einen Überblick über alle Herrscher, die auf dem Gebiet des heutigen Marokko regiert haben bzw. regieren.

## Altertum

### Karthager
- Siehe: Liste der Herrscher Karthagos

### Könige Mauretaniens
Das Königreich Mauretanien war von ca. 400 v. Chr. bis 40 n. Chr. ein antikes Königreich der Berber in Nordwestafrika.
- Baga von Mauretanien (ca. 225 v. Chr.)
- Bocchus I. (111 v. Chr. – 80 v. Chr.)
- Mastanesosus (80 v. Chr. – 49 v. Chr.)
- Bogudes (West-Mauretanien 49 v. Chr. – 38 v. Chr.)
- Bocchus II. (Ost-Mauretanien dann ganze Mauretanien, 49 v. Chr. – 33 v. Chr.)
- Juba II. (25 v. Chr. – 23 n. Chr.)
- Ptolemaeus (23 n. Chr. – 40 n. Chr.)

### Römer
- Siehe: Liste der römischen Kaiser der Antike

### Byzantiner
- Siehe: Liste der byzantinischen Kaiser

## Mittelalter

### Umayyaden
Mit der Eroberung des Maghrebs durch die Heere der Umaiyaden-Kalifen von Damaskus und der mit ihnen verbündeten Berberstämme wurde Marokko im späten 7. Jahrhundert Teil der islamischen Welt.
- Siehe: Liste der Kalifen

### Abbasiden
Die Bagdader Abbasiden-Kalifen, welche die Umaiyaden im Jahr 750 stürzten, waren nicht in der Lage, ihre Herrschaft über das ferne Marokko dauerhaft durchzusetzen, und verloren das Land bald an verschiedene Lokaldynastien.
- Siehe: Liste der Kalifen

### Salihiden
Die Salihiden gründeten an der Mittelmeerküste Marokkos das erste islamische Königreich, das Emirat Noukour.
- Salih I ibn Mansur „al-`Abd as-Salih“ (710–749)
- al-Mu'tasim ibn Salih (749–?)
- Idris I ibn Salih (?–760)
- Sa'id I ibn Idris (760–803)
- Salih II ibn Sa'id (803–864),
- Sa'id II ibn Salih (864–916)
- Salih III ibn Sa'id (917–927)
- Abu Ayyub Isma'il ibn 'Abd al Malik
- Musa ibn Rumi
- Abd as-Sami' ibn Jurthum ibn Idris ibn Salih I ibn Mansur (940–947)
- Jurthum ibn Ahmad ibn Ziyadat Allah ibn Sa'id I ibn Idris (947–970)

### Barghawata
Das Königreich von Bargawata an der Westküste war das zweite Königreich des muslimischen Marokko.
- Tarif al-Matghari
- Ṣāliḥ ibn Tarīf (744–?)
- Ilyas ibn Salih (?792–842)
- Yunus ibn Ilyas (?842–888)
- Abu-Ghufayl Muhammad (?888–917)
- Abu al-Ansar Abdullah (?917–961)
- Abu Mansur Isa (?961–?)

### Idrisiden
Die von den Abbasiden unabhängigen, schiitischen Idrisiden herrschten von 789 bis 985 als erste arabisch-muslimische Lokaldynastie über Marokko. Im 10. Jahrhundert gerieten sie in den Machtkampf zwischen den Umaiyaden von Córdoba und den Fatimiden. Letzteren gelang es, die in mehrere Linien zerfallenden Idrisiden erst zu unterwerfen und dann ganz zu beseitigen.
- Idris I. ibn Abdallah (789–791)
- Idris II. ibn Idris I. (791–828)
- Muhammad ibn Idris II. (828–836)
- Ali I. Haydara ibn Muhammad (836–849)
- Yahya I. ibn Muhammad (849–863)
- Yahya II. ibn Yahya I. (863–866)
- Ali II. ibn Umar (866–?)
- Yahya III. ibn al-Qasim (?–905)
- Yahya IV. ibn Idris (905–919)
- al-Hasan ibn Muhammad (925–927)
- al-Qasim Gannun ibn Muhammad (937–948)
- Ahmad ibn al-Qasim (948–954)
- al-Hasan ibn al-Qasim (954–974 und 985)

### Midrariden
Die Midrariden, charidschitische Berber aus dem Stamm der Miknasa, herrschten ungefähr von 823 bis 977 über das Fürstentum von Sidschilmasa in Südostmarokko, wobei sie zunächst unter der Oberhoheit der Abbasiden standen und später Vasallen der Fatimiden waren. Ihre Herrschaft fand ein Ende, als die Maghrawa unter ihrem Anführer Chazrun Sidschilmasa einnahmen.
- Abu Malik Midrar al-Muntasir (ca. 823–867)
- Maymun al-Amir (867–877)
- Muhammad (877–884)
- Abu l-Mansur Ilyasa (884–909)
- Wasul al-Fath (909–913)
- Ahmad (913–921)
- Abu l-Muntasir Muhammad al-Mutazz (921–933)
- Samgu al-Muntasir (933–943 und 958–963)
- Muhammad asch-Schakir (943–958)
- Abu Muhammad Abdallah (963 bis ca. 977)

### Fatimiden
Die Fatimiden waren eine ismailitische(schiitische) Kalifen-Dynastie, die von Kairo aus über ein Großreich herrschte, das ab 985 auch Marokko umfasste.
- Siehe: Fatimiden

### Almoraviden
Die sunnitische Berberdynastie der Almoraviden herrschte ab ca. 1062 über Marokko. Ihr Großreich umfasste zudem Mauretanien, Algerien und al-Andalus, bis es 1147 an die Almohaden fiel.
- Yahya ibn Umar (1046 bis 1056). Herrschte noch nicht über Marokko.
- Abu Bakr ibn Umar (1056 bis 1087)
- Yusuf ibn Taschfin (1061–1106)
- Ibrahim ibn Abi Bakr (1070–1075 in Sidschilmasa)
- Ali ibn Yusuf (1107–1142)
- Taschfin ibn Ali (1142–1145)
- Ibrahim ibn Taschfin (1145–1146)
- Ishaq ibn Ali (1146–1147)

### Almohaden
Wie schon ihre Vorgänger, die Almoraviden, waren die Almohaden sunnitische Berber. Ihr Großreich umfasste den gesamten Maghreb sowie al-Andalus und hatte bis 1269 Bestand.
- Abd al-Mu'min (1130–1163)
- Abu Yaqub Yusuf I. (1163–1184)
- Yaʿqūb al-Mansūr (1184–1199)
- Muhammad an-Nasir (1199–1213)
- Yusuf II. al-Mustansir (1213–1224)
- Abd al-Wahid al-Makhlu (1224)
- Abdallah al-Adil (1224–1227)
- Idris I. al-Ma'mun (1227–1232)
- Abd al-Wahid II. ar-Rashid (1232–1242)
- Ali Abu l-Hasan as-Said (1242–1248)
- Umar al-Mustafiq (1248–1266)
- Abu Dabis (1266–1269)

### Meriniden
Die ab ca. 1217 in Marokko herrschende Berberdynastie der Meriniden (Beni Merin) konnte den Maghreb als Erbin der Almohaden zwar noch einmal kurzzeitig vereinigen, schaffte es jedoch nicht, auch al-Andalus ihrem Reich anzugliedern. Nachdem die Meriniden am Ende des 14. Jahrhunderts immer mehr an Macht verloren hatten, gerieten sie ab 1420 unter die Herrschaft der Wattasiden, von denen sie 1465 endgültig beseitigt wurden.
- Abdalhaqq I. (1195–1217)
- Uthman I. (1217–1240)
- Muhammad I. (1240–1244)
- Abu Yahya Abu Bakr (1244–1258)
- Umar (1258–1259)
- Abu Yusuf Yaqub (1259–1286)
- Abu Yaqub Yusuf (1286–1307)
- Abu Tabil (1307–1308)
- Abu l-Rabia (1308–1310)
- Abu Said Uthman II. (1310–1331)
- Abu l-Hasan (1331–1351)
- Abu Inan Faris (1351–1358)
- Muhammad II. as Said (1358–1359)
- Abu Salim Ali II. (1359–1361)
- Abu Umar Taschufin (1361)
- Abd al-Halim (1361–1362)
- Abu Zayyan Muhammad III. (1362–1366)
- Abu l-Fariz Abdul Aziz I. (1366–1372)
- Muhammad IV. (1372–1374)
- Abu l-Abbas Ahmad (1374–1384)
- Musa (1384–1386)
- Muhammad V. (1386)
- Muhammad VI. (1386–1387)
- Abu l-Abbas Ahmad (1387–1393)
- Abdul Aziz II. (1393–1396)
- Abdullah (1396–1398)
- Abu Said Uthman III. (1398–1420)
- Abdalhaqq II. (1420–1465)

### Wattasiden
Die Wattasiden beherrschten Marokko ab 1420, als das Land ins Chaos fiel; sie waren zunächst Regenten der machtlosen Meriniden und ab 1472 völlig selbständig.
- Abu Zakariya Yahya I. (1420–1448)
- Ali (1448–1458)
- Yahya II. (1458–1459)
- Abu Abdallah Muhammad I. asch-Schaich (1472–1504)
- Abu Abdallah Muhammad II. al-Burtuqali (1505–1524)
- Abu Hassun Ali (1524 und 1554)
- Ahmad (1524–1545 und 1547–1549)
- Nasir ad-Din Muhammad III. al-Qasri (1545–1547)

## Neuzeit

### Saadier
Die Saadier waren nach den Idrisiden die zweite Scharifen-Dynastie, die über Marokko herrschte. Sie regierten von 1510 bis 1659 und stürzten 1554 den letzten Wattasiden.
- Muhammad I. al-Qaim al-Mahdi (1510–1517)
- Ahmad al-Aradsch (1517–1543)
- Mahammad asch-Schaich al-Mahdi al-Imam (1517–1557)
- Abdallah al-Ghalib (1557–1574)
- Muhammad II. al-Mutawakkil al-Masluch (1574–1576)
- Abd al-Malik I. (1576–1578)
- Ahmad al-Mansur adh-Dhahabi (1578–1603)
- Zaidan an-Nasir (1603–1627)
- Abdallah al-Wathiq (1603–1609)
- Mahammad asch-Schaich al-Mamun (1606–1613)
- Abdallah al-Ghalib (1606–1623)
- Abd al-Malik II. al-Mutasim (1623–1627)
- Abd al-Malik III. (1627–1631)
- Ahmad (1628–1631)
- Muhammad al-Walid (1631–1636)
- Mahammad asch-Schaich al-Asghar/as-Saghir (1636–1655)
- Ahmad al-Abbas (1655–1659)

### Alawiden
Die Alawiden sind seit 1664 die herrschende Dynastie in Marokko. Vor 1957 führten sie den Titel Sultan, nach der Proklamation Mohammeds V. den eines Königs.
- Muhammad I. (1640–1664)
- Mulai ar-Raschid (1664–1672)
- Mulai Ismail (1672–1727)
- Ahmad (1727–1728) abgesetzt
- Abd al-Malik (1728)
- Ahmad (1728–1729) wiedereingesetzt
- Abd Allah (1729–1734) abgesetzt
- Ali (1734–1736) abgesetzt
- Abd Allah (1736) wiedereingesetzt, abgesetzt
- Muhammad II. (1736–1738) abgesetzt
- al-Mustadi (1738–1740) abgesetzt
- Abd Allah (1740–1741) wiedereingesetzt, abgesetzt
- Zayn al-Abidin (1741) abgesetzt
- Abd Allah (1741–1742) wiedereingesetzt, abgesetzt
- al-Mustadi (1742–1743) wiedereingesetzt, abgesetzt
- Abd Allah (1743–1747) wiedereingesetzt, abgesetzt
- al-Mustadí (1747–1748) wiedereingesetzt, abgesetzt
- Abd Allah (1748–1757) wiedereingesetzt
- Mulai Muhammad III. (1757–1790)
- Yazid (1790–1792)
- Hischam (1792–1798)
- Mulai Sulaiman (1798–1822)
- Mulai Abd ar-Rahman (1822–1859)
- Sidi Mohammed IV. (1859–1873)
- Mulai al-Hassan I. (1873–1894)
- Abd al-Aziz (1894–1908)
- Mulai Abd al-Hafiz (1908–1912)
- Mulai Yusuf (1912–1927)
- Mohammed V. (1927–1953) abgesetzt
- Mohammed (VI.) ibn Arafa (1953–1955)
- Mohammed V. (1955–1961) wiedereingesetzt
- Hassan II. (1961–1999)
- Mohammed VI. (1999–)